# Triphala

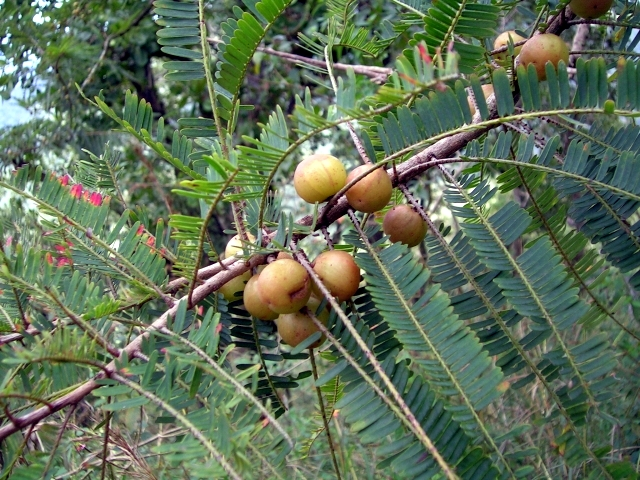
Amla

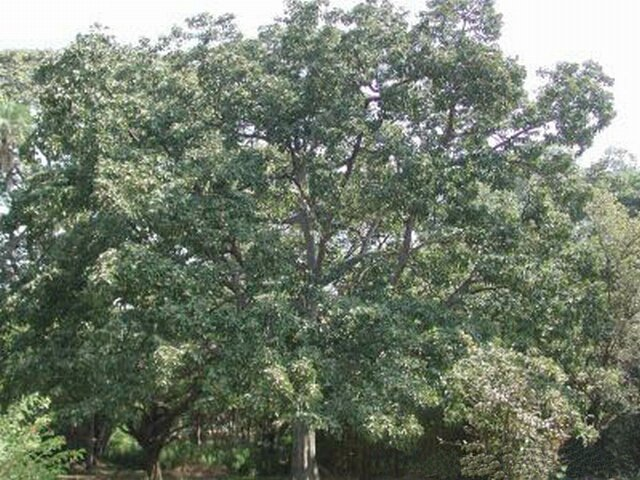
Terminalia bellirica

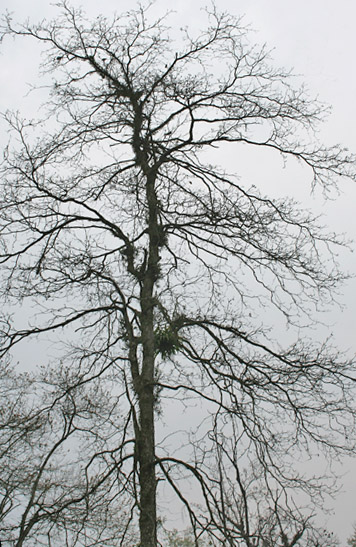
Terminalia chebula

Le Triphala (sanskrit: triphalā [t̪ripʰəl̪aː], «trois fruits») est un complément alimentaire de la médecine ayurvédique — un rasayana — composé d’Amalaki (Phyllanthus emblica), de Bibhitaki (Terminalia bellirica) et d’Haritaki (Terminalia chebula).

## Médecine ayurvédique
Le triphala est un pilier de la médecine traditionnelle ayurvédique. Puissant détoxifiant, il serait utile pour :
- la stimulation du système immunitaire[3] ;
- l’amélioration de la digestion ;
- le soulagement de la constipation[4] ;
- le nettoyage du tractus gastro-intestinal ;
- la régulation des gaz intestinaux (il est carminatif) ;
- le traitement du diabète[5] ;
- les maladies oculaires ;
- les traitements endodontiques en tant qu’irrigant canalaire [6].

## Composition
La formule consiste en trois parts de fruits : l’Amalaki (Phyllanthus emblica), le Bibhitaki (Terminalia bellirica) et l’Haritaki (Terminalia chebula).